# Labib Habachi
Labib Habachi (Mansura, 18 aprile 1906 – Il Cairo, 18 febbraio 1984) è stato un egittologo e archeologo egiziano.

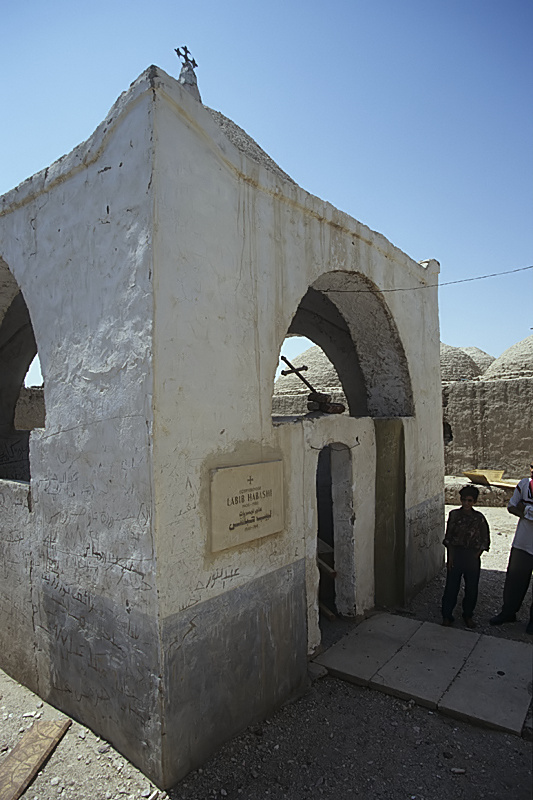
La Tomba di Habachi

Laureato in egittologia all'Università del Cairo nel 1928, due anni dopo fu assunto dal Dipartimento di antichità egiziane del Ministero della cultura egiziano. Trascorse trent'anni in questo dipartimento, terminando la carriera come ispettore capo. In questo periodo partecipò all'organizzazione ed alla supervisione di numerosi scavi archeologici in Egitto ed in Sudan. Sono celebri i suoi lavori per il santuario di Hekaib sull'isola Elefantina, nel 1946.
In seguito accettò un incarico di archeologo consulente offertogli dall'Università di Chicago per ricerche nella Nubia.
L'Università Americana del Cairo possiede una collezione, acquisita nel 1982, di oltre 5.000 sue pubblicazioni (libri, articoli di riviste e giornali), particolarmente ricca negli argomenti dell'egittologia e degli studi copti.

## Pubblicazioni
- Aswan: the town with a glorious past and a promising future, ed. Henry, Riad
- Features of the deification of Ramesses II
- Labib Habachi Miscellanea: A Collection of Articles on Egyptian Antiquities by Labib Habachi
- The sanctuary of Heqaib (con Gerhard Haeny e Friedrich Junge)
- The second Stela of Kamose and his struggle against the Hyksos ruler and his capital
- Sixteen studies on lower Nubia
- Studies on the Middle Kingdom
- Le tombeau de Naÿ à Gournet Marʻeï (no. 271) (con Pierre Anus)
- The Obelisks of Egypt, Charles Scribner's Sons, 1977. Ristampato con il titolo The Obelisks of Egypt, skyscrapers of the past, American University in Cairo Press, 1985. 
Tradotto in italiano con il titolo Gli obelischi egizi, i grattacieli dell'antichità, ed. Newton Compton, Roma, 1996.